# シャルニー駅
シャルニー駅（仏語：Gare de Charny）はカナダケベック州レヴィ シャルニー、リュ・ドゥ・ラ・ガール2326にある駅。カナダ各地を結ぶVIA鉄道が乗り入れている。

## 概要
当駅は有人駅で、車いすでの利用が可能。

## 利用可能な鉄道路線／列車
VIA鉄道の停車する列車は下記の通り。
オタワ / モントリオールとケベック・シティ間の昼行中距離列車コリドー号 …ケベック・シティー方面 1本/日、モントリオール方面 1本/日 停車（平日）